# Floortje Engels
Floortje Engels (Amersfoort, 15 februari 1982) is een Nederlands hockeyinternational, en keepte in de periode 2004-2012 44 interlands voor de Nederlandse vrouwenploeg.
Engels maakte haar debuut voor Nederland tijdens het toernooi om de Champions Trophy te Canberra (Australië) op 3 december 2005 in de wedstrijd tegen Australië. 
Engels heeft voor Amersfoort, SCHC, Amsterdam en Kampong gekeept. In maart 2014 kondigde ze haar afscheid aan. Desondanks werd ze het seizoen erop tweede keepster bij SCHC. Na het overlijden van Inge Vermeulen nam ze haar plaats in het eerste elftal in. Met dat team veroverde ze in april 2015 de Champions Cup.

## Erelijst
- Champions Trophy 2005 te Canberra (Aus)
- Champions Trophy 2007 te Quilmes (Arg)
- EK hockey 2007 te Manchester (G-Br)
- Champions Trophy 2009 te Sydney (Aus)
- EK hockey 2009 te Amstelveen (Ned)
- Champions Trophy 2010 te Nottingham (Engeland)
- Champions Trophy 2011 te Amstelveen (Nederland)
- EK hockey 2011 te Monchengladbach (Duitsland)
- Champions Trophy 2012 te Rosario (Arg)
- Champions Cup hockey 2015 te Bilthoven (Ned)

## Onderscheidingen
- 2006 – Gouden Helm
- 2009 – Gouden Stick

## Persoonlijk
Floortje Engels is in 2004 afgestudeerd aan de Hogeschool Utrecht. Ze is kinderfysiotherapeute.